# Anabasis (Xenophon)

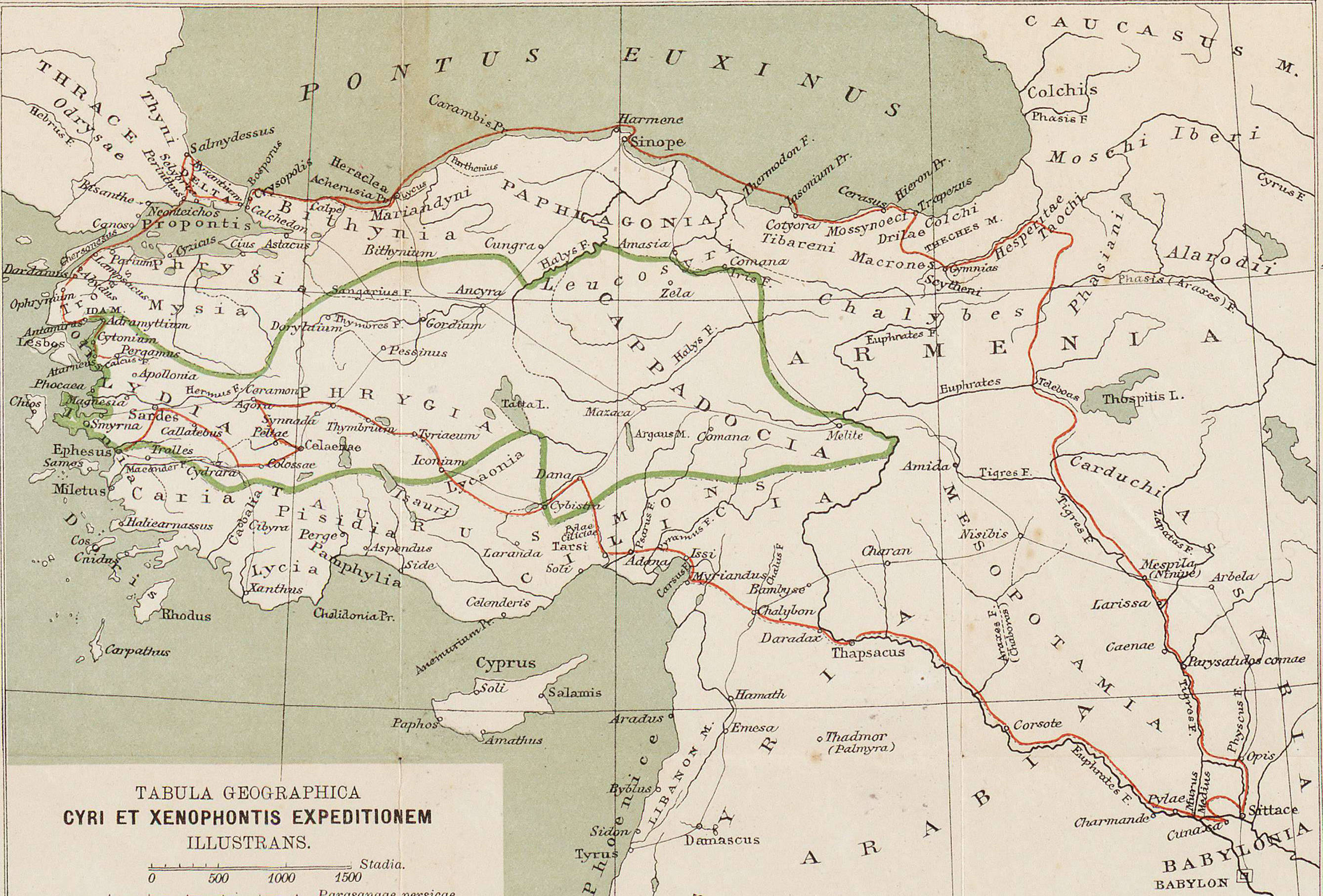
Historische kaart van de tocht van Xenophon en de Tienduizend door het Perzische Rijk
omstreeks 1900

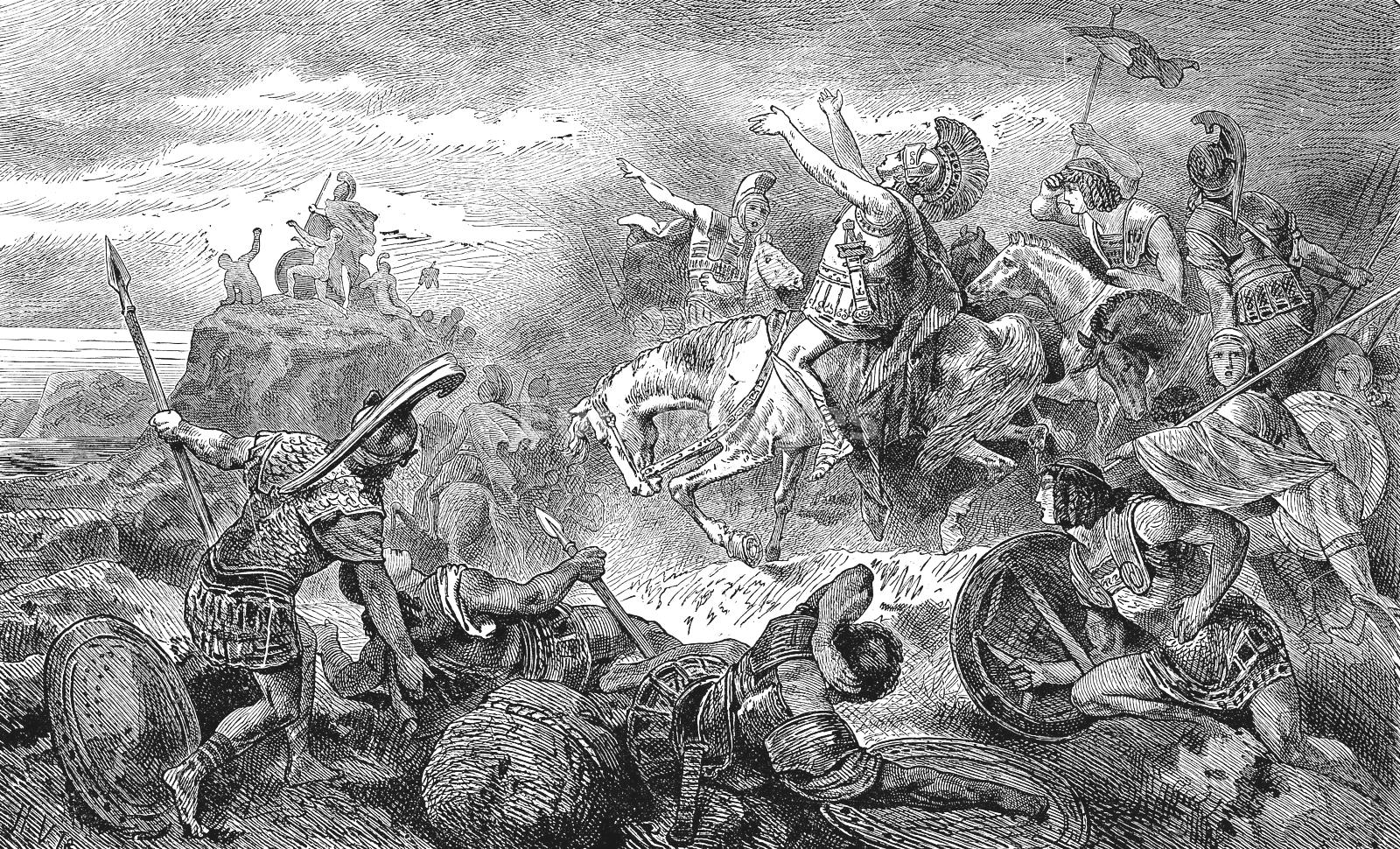
Thálassa! Thálassa!
De aankomst aan de Zwarte Zee nabij Trapezous betekende voor de overlevenden een terugkeer naar de Griekse wereld, maar was nog niet het einde van hun reis.

De Anabasis, Oudgrieks: Ἀνάβασις, is het verslag van zeven boeken, dat Xenophon rond 370 v.Chr. schreef over zijn tocht  van 401 tot 399 v.Chr. door Perzië. Hij ging mee op een expeditie die door de Perzische koning Cyrus was ondernomen om zijn broer Artaxerxes van de troon te stoten. Anabasis betekent letterlijk 'de tocht naar het binnenland', maar het wordt ook weleens de Tocht van de Tienduizend genoemd, omdat het ging over tienduizend Griekse huursoldaten die Cyrus hielpen de macht te grijpen.
Cyrus' leger versloeg in de Slag bij Cunaxa, in Mesopotamië in de buurt van Babylon, weliswaar het leger van zijn broer, maar hijzelf sneuvelde. Daardoor zaten zijn Griekse huurlingen, die op hun vleugel hadden overwonnen - in een lastig parket ten opzichte van Artaxerxes. De Griekse officieren, waaronder bevelvoerder Klearchos en Xenophons vriend Proxenos, werden tijdens onderhandelingen met de satraap Tissaphernes verraden, gevangengenomen en geëxecuteerd. Het leger bleef verdwaald achter, honderden kilometers van huis, maar Xenophon slaagde erin hen te motiveren op eigen kracht door te gaan en de oorlogsbuit veilig te stellen. Hij vergeleek de liefde voor de vrijheid met de Perzische proskynesis, Aan geen menselijk wezen betuigen jullie eer als meester, maar alleen aan de goden, om de mogelijkheid om binnen de Perzische cultuur te integreren minder aantrekkelijk te maken. Hij slaagde daarin en werd als een van aanvoerders gekozen om de Grieken thuis te brengen. Desalniettemin sneuvelden veel van zijn manschappen onderweg in gevechten met wilde bergstammen of overleden in de sneeuw.

## Xenophon
Xenophon was een Atheense auteur geboren ca. 430 v.Chr. Xenophon's familie behoorde tot de rijkere laag van Athene en was dus zeer invloedrijk, maar op vlak van politiek minder actief. Xenophon was een leerling van Socrates, wat veel invloed heeft gehad op zijn leven en zijn werken. Een van Xenophon's vrienden, Proxenus, kwam met het voorstel om huurling te worden in het leger van Cyrus de Jongere. Xenophon ging in op dit aanbod en maakte zo deel uit van de 10.000 Griekse huurlingen en trok naar Babylon. Wanneer het Griekse leger overgekocht werd door Spartanen, vocht hij met hen mee. Xenophon vocht bij Coronea tegen de Atheners, wat ervoor zorgde dat hij werd verbannen uit Athene. Na strubbelingen in Sparta werd hij ook hier verbannen. Xenophon spendeerde de rest van zijn leven in Korinthe.

## Geschiedenis
Hoewel Xenophon een uitgebreid verslag geeft over de reis, en beschrijvingen over volkeren, landen, zeden en gewoontes, en het treffen van de legers, dient men zich te realiseren dat Cyrus de broodheer van Xenophon was. Daardoor zal deze de gebeurtenissen meer gekleurd weergegeven hebben dan bijvoorbeeld Plutarchus, die een zeer objectief verslag schreef, hoewel een hele tijd na dato. Een ander subjectief element is dat Xenophon steeds de militaire zwakte van de Aziatische volkeren beklemtoont, iets dat wel gezien is als een propaganda voor een panhelleense aanval tegen Perzië. Alexander de Grote had toen hij het Perzische Rijk veroverde een exemplaar van de Anabasis bij zich.
Generaties scholieren maakten via het zuivere Attisch van de Anabasis voor het eerst kennis met de Oudgriekse literatuur.
De Zuid-Afrikaanse historicus Dan Sleigh heeft op basis van deze Anabasis het boek Afstande geschreven, in het Afrikaans. Dit werd in het Nederlands vertaald als De Lange Tocht.

## Indeling
Het hele verslag bestaat volgens de traditionele indeling uit zeven boeken. Daarbinnen wordt de eigenlijke Anabasis opgevolgd door de Katabasis, dat 'de tocht uit het binnenland' betekent. Een zeer beroemde scène is het moment dat de Grieken, wanneer ze over de laatste bergrug komen en de Zwarte Zee zien, huilend van geluk Thálassa! Thálassa! roepen. De boeken V-VII worden ook soms de Parabasis, 'vervolg', genoemd, omdat hier het leger zich heeft opgesplitst. Het eindigt met de aankomst van Xenophon in Pergamon, waar zijn troepen zich in dienst stellen van Thibron om de Perzen te bevechten.
- Boek 1: huren van het leger door Cyrus, opmars tegen Artaxerxes en Slag bij Cunaxa
- Boek 2: ontdekking van de dood van Cyrus, onderhandelingen en bestand met Artaxerxes, moord op de Griekse aanvoerders.
- Boek 3: verkiezing van nieuwe aanvoerders, waaronder Xenophon, en begin van de terugtocht
- Boek 4: tocht over land, winterse oversteek van de Armeense bergen, aankomst bij Trebizonde aan de Zwarte Zee
- Boek 5: plundertocht langs de zee op zoek naar schepen
- Boek 6: verkiezing van Cheirisophos tot enig aanvoerder, na weigering van Xenophon, inscheping naar Heraclea, nieuwe plundertocht op land, inscheping te Chrysopolis.
- Boek 7: huren door Seuthes II om zijn Thracische koninkrijk te heroveren, aankomst te Salmydessos, leger door Xenophon geleid naar Klein-Azië, huren van het leger door Thibron in Pergamon

## Korte inhoud per boek

### Boek I
Na de dood van Darius II, volgt Artaxerxes II hem op. De jongere broer van Artaxerxes, Cyrus, begint hierop een samenzwering. Cyrus verzamelt een leger van 10.000 Griekse huurlingen en marcheert met zijn leger door Klein Azië richting Babylon. Bij Cunaxa, niet ver van Babylon, wordt Cyrus en zijn leger aangevallen door het Perzisch leger. De troepen van Cyrus leken de overhand te hebben, maar Cyrus werd onverwachts gedood. Het Perzische leger trok zich terug en de Grieken, die nog niet op de hoogte waren van Cyrus' dood, bleven achter.

### Boek II
Het Griekse huurlingenleger van Cyrus vernam dat hun leider gedood was, waarna er onderhandelingen volgden met de Perzen. Deze onderhandelingen leidden tot een wapenstilstand. Het leger, onder bevel van Clearchus, trok zich terug. Ze staken bij Sittace de Oostbank van de rivier Tigris over en vervolgden hun tocht naar de rivier de Zapatas. Clearchus werd echter, samen met 24 andere belangrijke leiders van het Griekse huurlingen leger, in een val gelokt en gedood door de Perzen.

### Boek III
Na de moord op de belangrijke aanvoerders kwam Xenophon naar voren als een van de nieuwe leiders. Hij zal de divisie van zijn overleden vriend Proxenus leiden. Er werden ook nieuwe leiders gekozen om andere vermoorde leiders te vervangen. Nadat ze de rivier de Zapatas waren overgestoken, werden de Grieken verschillende keren aangevallen door de Perzen. Ze marcheerden langs Larissa en Mespilla. Ze vervolgden hun reis verder langs de Oostbank  van de Tigris. Aan het einde van boek 3 komen ze aan bij de Carduchii, een inheems volk.

### Boek IV
De Grieken zetten hun reis verder richting het noorden. Hun tocht door het gebied van de Carduchii verloopt niet zonder gevecht met de bevolking. Ze slaagden erin om de Centrites-rivier,de grens tussen Carduene en Armenië, over te steken.
Ondertussen was het winter geworden en door hevige sneeuwval en voedselschaarste ging de tocht moeizaam. Ze bereikten Phasis en vochten zich een weg door de Chalybes, Taochi en de Phasiani, allemaal inheemse volkeren. Ze staken de rivier de Harpasus over en vervolgden hun tocht in het grondgebied van de Soytheni. Na een lange tocht bereikten ze de stad Trapezus. Hier rustten ze even uit en offerden ze aan Zeus, Hercules en andere goden.

### Boek V
De Grieken besloten de rest van de tocht per boot af te leggen in plaats van te voet. Cheirisophus werd uitgestuurd om schepen te gaan halen. Cheirisophus kwam echter niet terug. De weinige schepen die de Grieken wel hadden weten te verzamelen, werden gebruikt om vrouwen, zieken en bagage terug te sturen. De overgebleven 8600 Grieken gingen te voet verder richting Cerasus. Vanuit Cerasus gingen ze verder naar Cotyora waar ze 45 dagen verbleven en de naburige volkeren plunderden.

### Boek VI
Het leger besloot om één enkele generaal aan te stellen. Xenophon ging niet in op het aanbod en zo viel de keuze op Cheirisophus. Het leger trok naar Heraclea. In Heraclea aangekomen, splitste het leger zich op. De Arcadiërs en Achaeërs vertrokken met hun eigen schepen. Cheirisophus bleef ter plaatse met een deel van het leger. Xenophon ging met zijn eigen groep verder op pad. De Arcadiërs plunderden dorpen, maar werden aangevallen door de Thraciërs. De Thraciërs trokken zich terug na onderhandelingen. Xenophon had gehoord van de situatie en was met zijn soldaten naar de Arcadiërs gegaan om ze te helpen. Toen hij aankwam waren de Arcadiërs echter al bevrijd. De twee groepen verenigden zich terug. Omdat het leger met voedseltekorten kampte, besloten ze te vertrekken. Tijdens een zoektocht naar voedsel werden soldaten aangevallen en 500 werden gedood. Na een nachtelijke aanval op hun kamp ontvingen de Grieken voorraden uit Heraclea. De Grieken keerden terug naar Calpe waar Cheirisophus stierf. De Grieken gingen terug op pad, en trokken door het gebied van de Bithyniërs, waarna ze terugkeerden naar Chrysopolis. Hier verkochten ze hun goederen voor ze de reis naar huis voortzetten.

### Boek VII
De satraap Pharnabazus wou graag de Griekse huurlingen weg uit zijn grondgebied. Hij vroeg de Spartaanse aanvoerder Anaxibius om de Grieken uit te nodigen naar het Byzantium. Pharnabazus weigerde echter Anaxibius te betalen. Coeratadas werd de nieuwe generaal van het leger, maar ook hij slaagde er niet in om voedsel te leveren. Het leger bleek moeilijk bij elkaar te houden en viel al snel uit elkaar. Xenophon slaagde er gelukkig in het leger bij elkaar te houden. Een zekere Seuthes had grote beloningen beloofd aan de Grieken als die hem zouden helpen om zijn land terug te veroveren. Xenophon ging akkoord en zo begon de alliantie tussen Seuthes en het Griekse leger van huurlingen. Na veel gevechten slaagde Seuthes er niet in om het leger te betalen. Na ongeveer twee maanden willen de Lacedaemoniërs het leger overkopen van Seuthes. De Lacedaemoniërs namen hen in dienst omdat ze een oorlog begonnen tegen Tissaphernes. Na enige tijd ontvangen de Grieken alsnog hun verschuldigde compensatie van Seuthes. Xenophon leidde het leger naar Pergamon, waar hij het commando overdroeg aan Thibron, een Lacedaemoniër. Thibron voegde de 6000 overgebleven Griekse huurlingen toe aan zijn andere Griekse troepen. Xenophon beëindigt hier zijn avontuur en keert huiswaarts.  

## Schrijfstijl en auteurschap
Net zoals Julius Caesar in zijn Commentarii een heterodiëgetische verteller gebruikt, al is hij zelf het hoofdpersonage, ook zo verhaalt Xenophon over zichzelf in de derde persoon. Althans als we Plutarchus mogen geloven. Volgens Xenophon zelf was de Anabasis namelijk geschreven door een zekere Themistogenes. Ook de Suda, een Byzantijnse encyclopedie uit de 10e eeuw na Christus, bevestigt dit. Daarentegen stelt Plutarchus (Hist. conscr. 39) dat het een bewuste keuze was van Xenophon om de tekst te distantiëren van zichzelf door het toe te schrijven aan Themistogenes. Op deze manier zou hij het werk objectiever en dus geloofwaardiger gemaakt hebben, exact dezelfde reden waarom Caesar zijn Commentarii in de derde persoon geschreven heeft. Deze stelling wordt tot op heden algemeen aanvaard.
Volgens Lucianus (De glor. Ath. 1, 345E) kunnen we de verteller van de Anabasis zien als de Homerische Zeus, hij weet met andere woorden min of meer alles. Het werk is dus geschreven in de auctoriale vertelsituatie, hierin is de verteller alwetend en speelt niet mee. Hierbij is het dus belangrijk in het hoofd te houden dat de tekst geschreven is door Xenophon die wel degelijk een rol speelt in de tekst. Op deze manier maakt hij het mogelijk niet alleen over zijn eigen handelingen te vertellen, maar ook vanuit het perspectief van de andere Grieken en zelfs de vijand.

## Karakterisering
Xenophon introduceert zichzelf pas, na zichzelf enkel te vernoemen in de voorgaande boeken, grondig in boek 3. Hierop vertelt hij hoe het kwam dat het personage Xenophon deelnam aan de tocht. Dat hij dit niet over elke soldaat doet is duidelijk, hij geeft zichzelf dus wel degelijk een grote rol. Toch betekent dit niet dat Xenophon zichzelf ophemelt, integendeel het personage Xenophon wordt berispt door Socrates, waardoor de schrijver zichzelf hier als personage in een niet al te positief daglicht stelt. In de rest van de tekst is een leidinggevende rol weggelegd voor Xenophon en komt hij zeker wel positief ten tonele. Hierdoor vond hij het wellicht nodig om de tekst in de derde persoon te schrijven en het toe te schrijven aan Themistogenes.

## De zee, de zee! -Thálassa! Thálassa!
Als de Griekse troepen opeens,  na maanden in het binnenland, de een na de ander de Zwarte Zee in de verte in de gaten krijgen, gaat er een geschreeuw op. 

[24] ἐδόκει δὴ μεῖζόν τι εἶναι τῷ Ξενοφῶντι, καὶ ἀναβὰς ἐφ᾽ ἵππον καὶ Λύκιον καὶ τοὺς ἱππέας ἀναλαβὼν παρεβοήθει: καὶ τάχα δὴ ἀκούουσι βοώντων τῶν στρατιωτῶν θάλαττα θάλαττα καὶ παρεγγυώντων. ἔνθα δὴ ἔθεον πάντες καὶ οἱ ὀπισθοφύλακες, καὶ τὰ ὑποζύγια ἠλαύνετο καὶ οἱ ἵπποι.
[25] ἐπεὶ δὲ ἀφίκοντο πάντες ἐπὶ τὸ ἄκρον, ἐνταῦθα δὴ περιέβαλλον ἀλλήλους καὶ στρατηγοὺς καὶ λοχαγοὺς δακρύοντες. καὶ ἐξαπίνης ὅτου δὴ παρεγγυήσαντος οἱ στρατιῶται φέρουσι λίθους καὶ ποιοῦσι κολωνὸν μέγαν. 
— Xenophon, Anabasis, 4, 7, 24-25.

vertaald:

[24] Xenophon begreep dat er dus iets bijzonders aan de hand was, besteeg een paard, nam Lukios en de ruiterij mee en reed naar voren om hulp te bieden. Meteen hoorden ze soldaten "De zee! De zee!" roepen en van elkaar overnemen. De troepen van de achterhoede braken los en lastdieren en paarden stormden vooruit. 
 [25] Toen men de top had bereikt, viel iedereen elkaar om de hals met tranen in de ogen, ook de generaals en kapiteins. Opeens gingen soldaten op bevel van iemand stenen aanvoeren en een grote steenhoop bouwen.

### Context van de uitroep in deAnabasis
Deze woorden worden door de Griekse soldaten gesproken in het vierde boek van de Anabasis. Het leger bevond zich op dat moment in het hart van het Perzische rijk op de berg de Theches. Hier zien de soldaten voor het eerst na een zeer lange tijd de Zwarte Zee. Dit uitzicht biedt de soldaten hernieuwde hoop en moed, na een lange, gevaarlijke en vermoeiende tocht door he Perzische rijk. Ze roepen het dan ook uit in vreugde: "Thálasa! Thálassa!"

### Culturele impact
Deze twee woorden zijn zonder enige twijfel de bekendste uit de Anabasis. Ze spreken tot op de dag van vandaag tot de verbeelding van veel mensen. Er bestaan talloze nawerking, gebaseerd op deze twee woorden. Men vindt boeken, gedichten, schilderijen, een vastgoedbedrijf die allemaal ofwel direct ofwel indirect verwijzen naar deze twee woorden uit boek 4 van de Anabasis. In modern Griekenland worden deze woorden nog af en toe gebruikt als een uiting van vreugde.
Waarom deze uitroep zo'n blijvende impact heeft gehad door de eeuwen heen, is interessant om te onderzoeken. Elke lezer zal natuurlijk een eigen interpretatie hebben van deze woorden en welke impact ze hebben. Er zijn echter wel grote universele thema's die in deze passage en in deze twee woorden voorkomen. De vreugde die mensen voelen als ze terugkeren naar huis en de nieuwe hoop en moed die men kan vinden na een moeilijke passage, zijn hier aanwezig als universele thema's. Deze thema's kunnen een verklaring geven voor de populariteit van deze specifieke passage in de Anabasis.

## Culturele impact van deAnabasis
Non-fictie boeken geïnspireerd door de Anabasis:
Anabasis Alexandri van de Griekse historicus Arrianus (86 – na 146 n.Chr.), is een geschiedenis over de veroveringen van Alexander de Grote.
De Akhbār majmūʿa fī fatḥ al-Andalus ("Collection of Anecdotes on the Conquest of al-Andalus") gebruikt de Anabasis als voorbeeld en gaat over een mars van tien duizend soldaten die, tijdens de revolutie van de Abbasiden, naar al-Andalus marcheren om de Omajjaden te helpen.
In zijn boek In the Tracks of the Ten Thousand: A Journey on Foot through Turkey, Syria and Iraq (2005) vertelt Shane Brennan over zijn tocht waarop hij de route van de Anabasis volgt.
L'armata perduta (2007) van Valerio Massimo Manfredi vertelt het verhaal van de Anabasis volgens een Syrisch meisje, Abira, dat de Griekse krijger Xeno besluit te volgen.

## Overlevering
De oudste handschriften van de Anabasis gaan terug tot de 12e-15e eeuw. Traditioneel werd een onderscheid gemaakt tussen betere en mindere manuscripten, maar deze classificatie is zelf niet altijd betrouwbaar gebleken.

### Codices meliores
- Handschrift C: Parisinus 1640, 1320
- Handschrift B: Parisinus 1641, 15e eeuw
- Handschrift A: Vaticanus 987, onzekere datering
- Handschrift E: Etonensis, 15e eeuw

### Codices deletiores
- Handschrift F: Vaticanus 1335, 12e eeuw
- Handschrift M: Venetus martianus, 12e-13e eeuw, dat op zijn beurt bevat:
  - Handschrift D: Bodleianus, 14e-15e eeuw
  - Handschrift V: Vindobondensis 95, 15e eeuw

## Nederlandse vertalingen
- 1893, 1929 3e druk - Anabasis of tocht van Cyrus. Uit het Grieksch - vertaald door HC Muller[3]
- 2006 - Anabasis. De tocht van de tienduizend - vertaald door G Koolschijn en N Matsier. ISBN 9789025361006, herziene versie van hun vertaling uit 1971
- 1988 - Tocht van de tienduizend - vertaald door M Moonen. ISBN 9789026942709